# Lester Butler
Lester Butler (* 12. November 1959; † 10. Mai 1998 in Los Angeles, Kalifornien) war ein US-amerikanischer Bluesharmonika-Spieler aus Los Angeles. Bekannt wurde er als Sänger und Harpspieler der Band The Red Devils.
The Red Devils spielten als Band für Mick Jagger und Johnny Cash, aber auch für den Schauspieler Bruce Willis, wenn er Ausflüge ins Musikgeschäft unternahm. Nach der Auflösung der Red Devils wurde Butler Frontmann der Band „13 featuring Lester Butler“, mit der er eine CD für Hightone aufnahm.
1998 starb Butler. der mit Paul Size, dem Gitarristen der Red Devils zusammengewohnt hatte, an einer Überdosis Kokain und Heroin.

## Diskographie
- 1992: King King (The Red Devils)
- 1997: 13 (13 featuring Lester Butler)